# Леннокс, Энни
Э́нни Ле́ннокс (англ. Annie Lennox; 25 декабря 1954, Абердин, Шотландия) — шотландская певица и автор песен. За свою карьеру она была удостоена премий «Оскар», «Золотой глобус», четырёх «Грэмми» и рекордных восьми «BRIT Awards».
Леннокс достигла наибольшего успеха в начале 1990-х годов, когда начала сольную карьеру, выпустив в 1992 году альбом Diva. Всего выпустила пять студийных альбомов и несколько сборников.
Энни Леннокс была включена в список «100 величайших исполнителей всех времён по версии Rolling Stone». Ей был присвоен титул «Самого успешного музыканта Великобритании» благодаря её коммерческому успеху. Певица является одним из самых продаваемых музыкантов с продажами более 80 миллионов записей по всему миру.
Энни Леннокс активно занимается благотворительностью (борьбой за права женщин и лесбиянок, за сохранение лесов, против нищеты, эпидемии ВИЧ и т. д.). Она является послом доброй воли ЮНЭЙДС. В 2011 году была удостоена ордена Британской империи.

## Ранние годы:The Touristsи образованиеEurythmics
В одном из интервью Энни Леннокс отметила, что её увлечению музыкой во многом поспособствовали традиции шотландского народа. Родители определили юную Энни в школу для особо одарённых детей, окончив которую, она отправилась в Лондон для получения профессионального музыкального образования.
Энни поступила в Королевскую музыкальную академию, обучение в которой прекратила за несколько недель до выдачи диплома. Она начала работать на автомойке, пока знакомый не представил её Дэвиду Стюарту, ставшему близким другом Энни. Некоторое время они поддерживали романтические отношения, однако затем, когда Леннокс и Стюарт расстались, они образовали группу The Tourists. Особого коммерческого успеха этот проект не добился, в то же время критики по достоинству оценили дебютную работу молодых музыкантов.
В 1979 году (некоторые источники указывают на то, что годом основания группы стал 1980, сами же артисты в буклете к переизданному альбому In the Garden судьбоносное решение относят к 1979) была образована группа Eurythmics, позиционировавшая себя как дуэт. Теперь Энни Леннокс и Дэвид Стюарт чётко провели границу между собой — постоянными участниками коллектива — и сторонними музыкантами. В 1980 году вышел первый альбом дуэта — In the Garden, продемонстрировавший причудливую смесь электропопа[уточнить], меланхолических текстов и явлений в стиле немецкой группы Kraftwerk. Неубедительные продажи альбома отразились на музыкантах: они переживали тяжёлый депрессивный период — Дэвид был госпитализирован из-за проблем с лёгкими на почве душевных волнений, а Энни пережила нервный срыв.
Успех пришёл к британскому дуэту в 1983 году с альбомом «Sweet dreams». Одноимённый сингл покорил Европу и Соединённые Штаты: чрезвычайно занимательный музыкальный ряд дополнялся ярким видеоклипом. Энни появилась на обложке журнала Rolling Stone, на волне интереса к группе сингл «Love Is a Stranger» был переиздан. Тогда же окончательно сформировался яркий стиль группы[уточнить]: Энни появлялась на публике в мужских костюмах, живые выступления команды превращались в феерическое шоу.
В последующие годы дуэт Eurythmics стал одним из символов эпохи, записав десятки песен, ставших культовыми в Европе и США, в то же время, после того, как исполнители музыки в стиле New wave покинули чарты, Леннокс и Стюарт смогли удержать свои лидирующие позиции в британской и мировой рок-поп музыке.

## Сольная карьера
Сингл Put A Little Love in Your Heart, записанный в 1988 году, стал первой сольной работой Энни Леннокс, несмотря на то, что продюсером песни выступил Дэвид Стюарт. К 1990 году команда Eurythmics фактически прекратила творческую деятельность, хотя об официальном разрыве никто из музыкантов не говорил. Уже в 1992 году Энни выпустила свой первый сольный альбом — Diva. Альбом был тепло встречен критиками, его объём продаж превзошёл все ожидания. Синглы Walking On Broken Glass и Why стали заглавными композициями пластинки. После успеха Diva Энни получила ряд престижных музыкальных наград, а Фрэнсис Форд Коппола предложил ей написать песню к фильму Дракула. Результатом работы Леннокс явилась мелодичная и в то же время мрачная Love Song For a Vampire.
В 1995 году вышел альбом Medusa, состоявший из кавер-версий знаменитых песен прошлого. Лучшего результата в чартах добилась No more I love you’s, памятной работой стала знаменитая песня Procol Harum A Whiter Shade of Pale.
В 1999 году Eurythmics воссоединились и записали альбом Peace в поддержку Amnesty International и Greenpeace. Сингл I Saved the World Today вошёл в двадцатку лидеров британского хит-парада, песня 17 Again возглавила американский Billboard Dance.
Альбом Bare, 2003, был отмечен ярким дизайнерским решением Леннокс: она заявила, что хочет показать себя как можно более естественной, поэтому сознательно отказалась от косметики, грима и прочих традиционных атрибутов индустрии красоты. На обложке диска была размещена фотография сорокавосьмилетней женщины, не стесняющейся себя настоящей. Песни «Pavement Cracks» и «A Thousand Beautiful Things» достигли вершины хит-парада Billboard Dance, а тур в поддержку альбома Энни провела вместе с известным британским певцом Стингом.
В 2003 году Энни приняла участие в записи саундтрека к фильму «Властелин колец: Возвращение короля», исполнив песню «Into the West», написанную Говардом Шором. За эту песню Леннокс и Шор были удостоены премии Оскар за лучшую песню к фильму.
5 октября 2007 года Леннокс выпустила новый альбом Songs Of Mass Destruction, в который вошли 11 новых песен.
В конце 2010 года Энни Леннокс стала офицером Ордена Британской империи. Леннокс получила орден за благотворительную деятельность, в частности за распространение информации о СПИДе в Африке. «Я вообще-то бунтарка, потому либо я сделала что-то ужасно правильное, либо они сделали что-то ужасно неправильное», — прокомментировала Леннокс присуждение награды.

## Личная жизнь
Родители Энни Леннокс умерли от рака. Леннокс была замужем три раза. В 1984—1985 годах она состояла в браке с немецким кришнаитом по имени Радха Раман. В 1988 году Леннокс вышла замуж во второй раз, за израильского продюсера Ури Фрухтмана. Первенец пары — сын Дениэль — родился мёртвым в 1988 году. В дальнейшем у пары родилось две дочери: Лола (род. 1990) и Тали (род. 1993). Брак с Фрухтманом окончился разводом в 2000 году. В сентябре 2012 года Леннокс вышла замуж в третий раз, за южноафриканского гинеколога Митча Бессера. Живёт в Лондоне. Активно занимается благотворительностью.

## Дискография

### Альбомы
| 1992                                                     | Diva - Дата выхода: 1 апреля 1992 - Label: RCA (#75326) - Formats: CD, cassette                                     | 1  | 7  | 3  | 48  | 6  | —  | —  | 5  | 5  | 23 | - UK: 4× Platinum - GER: Gold - US: 2× Platinum |
| 1995                                                     | Medusa - Дата выхода: 6 марта 1995 - Label: RCA (#74321257172) - Formats: CD, cassette                              | 1  | 5  | 2  | 5   | 4  | —  | 7  | 4  | 6  | 11 | - UK: 2× Platinum - GER: Gold - US: 2× Platinum |
| 2003                                                     | Bare - Дата выхода: 9 июня 2003 - Label: RCA (#82876524052) - Formats: CD, digital download                         | 3  | 10 | 17 | 34  | 5  | 23 | 18 | 29 | 7  | 4  | - UK: Gold - US: Gold                           |
| 2007                                                     | Songs of Mass Destruction - Дата выхода: 1 октября 2007 - Label: RCA (#88697152582) - Formats: CD, digital download | 7  | 41 | 25 | 28  | 15 | 21 | 26 | 26 | 7  | 9  |                                                 |
| 2010                                                     | A Christmas Cornucopia - Дата выхода: 15 ноября 2010 - Label: Island - Formats: CD, LP, digital download            | 16 | 86 | 42 | 115 | 37 | —  | —  | 24 | 38 | 35 | - UK: Gold                                      |
| 2014                                                     | Nostalgia - Дата выхода: 21 октября 2014 - Label: Blue Note (BLU) - Formats: CD, LP, digital download               | —  | —  | —  | —   | —  | —  | —  | —  | —  | —  |                                                 |
| «—» denotes album that did not chart or was not released | |    |    |    |     |    |    |    |    |    |    |                                                 |

### Синглы
| Год                                                 | Сингл                                             | Пиковые позиции в чартах | Пиковые позиции в чартах | Пиковые позиции в чартах | Пиковые позиции в чартах | Пиковые позиции в чартах | Пиковые позиции в чартах | Пиковые позиции в чартах | Пиковые позиции в чартах | Пиковые позиции в чартах | Пиковые позиции в чартах | Альбом                           |
| Год                                                 | Сингл                                             | UK                       | AUS                      | AUT                      | FRA                      | GER                      | IRE                      | NL                       | SWE                      | SWI                      | US                       | Альбом                           |
| --------------------------------------------------- | ------------------------------------------------- | ------------------------ | ------------------------ | ------------------------ | ------------------------ | ------------------------ | ------------------------ | ------------------------ | ------------------------ | ------------------------ | ------------------------ | -------------------------------- |
| 1988                                                | «Put a Little Love in Your Heart» (with Al Green) | 28                       | 6                        | 4                        | —                        | 20                       | 30                       | 13                       | —                        | 11                       | 9                        | Scrooged soundtrack              |
| 1992                                                | «Why»                                             | 5                        | 17                       | 11                       | —                        | 12                       | 5                        | 6                        | 10                       | 6                        | 34                       | Diva                             |
| 1992                                                | «Precious»                                        | 23                       | 83                       | —                        | —                        | 49                       | —                        | 30                       | 28                       | 37                       | —                        | Diva                             |
| 1992                                                | «Walking on Broken Glass»                         | 8                        | 58                       | —                        | —                        | 51                       | 8                        | —                        | 31                       | —                        | 14                       | Diva                             |
| 1992                                                | «Cold»                                            | 26                       | 80                       | —                        | —                        | —                        | —                        | —                        | —                        | —                        | —                        | Diva                             |
| 1993                                                | «Little Bird»                                     | 3                        | 38                       | —                        | —                        | 29                       | 3                        | —                        | —                        | 34                       | 49                       | Diva                             |
| 1993                                                | «Love Song for a Vampire»                         | 3                        | —                        | —                        | 10                       | —                        | 3                        | —                        | —                        | 34                       | —                        | Bram Stoker's Dracula soundtrack |
| 1995                                                | «No More I Love You's»                            | 2                        | 16                       | 11                       | 13                       | 27                       | 2                        | 23                       | 15                       | 14                       | 23                       | Medusa                           |
| 1995                                                | «A Whiter Shade of Pale»                          | 16                       | 56                       | —                        | 17                       | 77                       | 25                       | —                        | —                        | 26                       | 101                      | Medusa                           |
| 1995                                                | «Waiting in Vain»                                 | 31                       | —                        | —                        | —                        | —                        | —                        | —                        | —                        | —                        | —                        | Medusa                           |
| 1995                                                | «Something So Right» (with Paul Simon)            | 44                       | —                        | —                        | —                        | —                        | —                        | —                        | —                        | —                        | —                        | Medusa                           |
| 2003                                                | «Pavement Cracks»                                 | —                        | —                        | —                        | —                        | —                        | —                        | —                        | —                        | —                        | —                        | Bare                             |
| 2004                                                | «A Thousand Beautiful Things»                     | —                        | —                        | —                        | —                        | —                        | —                        | —                        | —                        | —                        | —                        | Bare                             |
| 2004                                                | «Wonderful»                                       | —                        | —                        | —                        | —                        | —                        | —                        | —                        | —                        | —                        | —                        | Bare                             |
| 2007                                                | «Dark Road»                                       | 58                       | —                        | —                        | —                        | —                        | —                        | —                        | —                        | 45                       | —                        | Songs of Mass Destruction        |
| 2007                                                | «Sing»                                            | 161                      | —                        | —                        | —                        | —                        | —                        | —                        | —                        | —                        | —                        | Songs of Mass Destruction        |
| 2008                                                | «Many Rivers to Cross»                            | —                        | —                        | —                        | —                        | —                        | —                        | —                        | —                        | —                        | 80                       | The Annie Lennox Collection      |
| 2009                                                | «Shining Light»                                   | 39                       | —                        | —                        | —                        | —                        | —                        | —                        | —                        | —                        | —                        | The Annie Lennox Collection      |
| 2009                                                | «Pattern of My Life»                              | —                        | —                        | —                        | —                        | —                        | —                        | —                        | —                        | —                        | —                        | The Annie Lennox Collection      |
| 2009                                                | «Full Steam» (with David Gray)                    | —                        | —                        | —                        | —                        | —                        | —                        | —                        | —                        | —                        | —                        | Draw the Line                    |
| 2010                                                | «Universal Child»                                 | 88                       | —                        | —                        | —                        | —                        | —                        | —                        | —                        | —                        | —                        | A Christmas Cornucopia           |
| 2010                                                | «God Rest Ye Merry Gentlemen»                     | 126                      | —                        | —                        | —                        | —                        | —                        | —                        | —                        | —                        | —                        | A Christmas Cornucopia           |
| «—» означает, что сингл не был в чарте или выпущен. |                                                   |                          |                          |                          |                          |                          |                          |                          |                          |                          |                          |                                  |